# Milovan Đilas
Milovan Đilas o Djilas (en serbio cirílico: Милован Ђилас; Mojkovac, 4 de junio de 1911-Belgrado, 20 de abril de 1995) fue un político, revolucionario y escritor yugoslavo de origen montenegrino. Fue militante comunista, combatiente del movimiento partisano contra la invasión nazi-fascista, y luego importante líder del gobierno comunista de Yugoslavia en los primeros años tras la Segunda Guerra Mundial. Fue posteriormente un crítico del sistema político yugoslavo, aunque sin abjurar de sus ideas marxistas.

## Carrera política
Đilas estudió derecho en la Universidad de Belgrado, donde adoptó el marxismo como ideología y posteriormente fue encarcelado durante tres años (1933-1936) por sus actividades políticas contra la monarquía y torturado en prisión. Era entonces buen amigo de Josip Broz Tito, importante jefe del comunismo yugoslavo en esos años. Desde 1940 fue miembro del Politburó del Partido Comunista de Yugoslavia.
Luchó al lado de los partisanos de Tito durante la Segunda Guerra Mundial, desempeñando misiones tanto militares como políticas en nombre de Tito, incluyendo participar en una delegación partisana a la URSS en 1944, aunque ya en esa época surgieron sus primeras desavenencias con Tito. Al terminar la guerra en 1945, Đilas desempeñó numerosos cargos importantes en el nuevo Gobierno yugoslavo de posguerra, y tras haber intentado en vano un acercamiento a la Unión Soviética para que se aceptase una mayor autonomía de la Yugoslavia comunista, fue un decidido partidario de la ruptura de Tito con Stalin en 1948.
Hacia 1953 Đilas fue nombrado Vicepresidente de Yugoslavia y Presidente de la Asamblea Nacional, fechas en las que se pensaba que sería el sucesor de Tito. Sin embargo, las críticas de Đilas a la burocracia comunista le llevaron a tener problemas con Tito. Đilas aprovechó sus cargos para criticar duramente a los dirigentes de la Liga de los Comunistas de Yugoslavia por permitir lentamente que los militantes más distinguidos se conviertan en una verdadera "élite política" a la cual Đilas acusaba de atribuirse privilegios sociales inaceptables dentro de la doctrina marxista.

## Disidencia
Sus continuas críticas hacia el elitismo de los militantes comunistas empezaron a aumentar a mediados de la década de 1950 y pronto llegaron a la prensa controlada por el gobierno, lo que finalmente le llevaría a perder todos sus cargos y ser expulsado del partido en 1954. Đilas fue encarcelado en 1956 al no retractarse de los postulados de sus artículos de prensa. Tras la publicación en Occidente de su obra La nueva clase (1957), exposición de la jerarquía comunista yugoslava, su sentencia fue aumentada en diez años.
En su libro "La nueva clase", Đilas condenaba el sistema político que había adoptado Yugoslavia y el resto de países del bloque soviético al sostener que los militantes comunistas, que controlaban toda la administración del Estado debido al monopolio del poder, estaban construyendo en torno a sí mismos una "nueva clase" social formada por burócratas que no eran propietarios de los medios de producción, sino meros administradores de éstos. No obstante, al haber desaparecido el capitalismo, según Đilas, los militantes comunistas y sus dirigentes se agrupaban en una "élite de burócratas" que aunque, no eran propietarios de los medios producción, sí aprovechaban la administración de éstos para proporcionarse privilegios y ventajas que estaban fuera del alcance del proletariado.
Đilas alegaba que la nueva "élite burocrática" desempeñaba un rol social muy parecido a la antigua aristocracia de las épocas prerrevolucionarias, en tanto la "nueva élite" traspasaba su "influencia" a sus familias y sus miembros sólo cultivaban relaciones entre sí, aprovechando su acceso exclusivo al poder político para establecer privilegios en favor de ellos mismos. Esta conducta, según Đilas, no sólo traicionaba el ideal marxista de la "sociedad sin clases", sino que creaba un esquema social donde la clase obrera seguía siendo, en la práctica, un grupo que no había hallado su verdadera liberación, pues estaba subordinado a una "Nueva Clase" o nomenklatura. 
En Tierra sin justicia (1959) expuso las condiciones en que vivía Montenegro antes de la revolución y que provocaron como respuesta el movimiento comunista. Su libro Conversaciones con Stalin (1962) presentaba ataques al líder soviético y sus políticas, pero mostraba la "subordinación" de Tito y otros líderes comunistas hacia la Unión Soviética antes de 1948, lo que le costó otros cuatro años de cárcel. 
Finalmente amnistiado en 1966, continuó escribiendo y publicando, pasando a residir en Belgrado, dedicado a las traducciones, pero siempre considerado como "escritor controvertido", pese a su sincera adhesión al marxismo-leninismo. Entre sus otros libros, destacan sus Memorias (1958-1973); La sociedad imperfecta (1969); la biografía de Tito (1980) y El discípulo y el hereje (1989).

## Últimos años
En sus últimos años, Đilas se afilió al socialismo democrático, sin abandonar sus ideas marxistas en la década de 1980. Poco antes de la desaparición de la Unión Soviética en 1991 y de la reunificación alemana de 1990, Đilas alertó contra la creciente amenaza del nacionalismo extremista, mezclado con xenofobia, como herramienta de poder que "causaría daños enormes en el futuro cercano" a los países de Europa Oriental.
Al ocurrir la desintegración de Yugoslavia a partir de 1991, y durante las guerras que le siguieron, Đilas condenó el chauvinismo de las diversas etnias que luchaban en el país, y fue muy crítico con el régimen de Slobodan Milošević, pese a ser el propio Đilas de origen serbio. Relegado al ostracismo en la Yugoslavia post-comunista pero famoso fuera de su país, Đilas falleció en Belgrado en abril de 1995.

## Obras

### Traducciones
- Lenin y las relaciones entre estados socialistas. París: Libro yugoeslavo, 1950.
- Tierra Sin Justicia. Buenos Aires: Sudamericana, 1959.
- Conversaciones con Stalin. Barcelona: Seix Barral, 1962.
- La Nueva Clase. Análisis del régimen comunista. Buenos Aires: Sudamericana, 1963.
- Montenegro. Barcelona: Luis de Carat Editor, 1968.
- La Sociedad Imperfecta. Barcelona: Ariel, 1979.
- Tito: Biografía Crítica. Barcelona: Plaza y Janés, 1982. ISBN 84-01-34075-6